# British Academy Film Awards 1989
Die 42. Verleihung der British Academy Film Awards fand 1989 in London statt. Die Filmpreise der British Academy of Film and Television Arts (BAFTA) wurden in 20 Kategorien verliehen, hinzu kamen vier Spezial- bzw. Ehrenpreis-Kategorien. Die Verleihung zeichnete Filme des Jahres 1988 aus.
| Film                            | N  | A |
| ------------------------------- | -- | - |
| Der letzte Kaiser               | 11 | 3 |
| Ein Fisch namens Wanda          | 9  | 2 |
| Das Reich der Sonne             | 6  | 3 |
| Babettes Fest                   | 6  | 1 |
| Falsches Spiel mit Roger Rabbit | 5  | 1 |
| Auf Wiedersehen, Kinder         | 4  | 1 |
| Mondsüchtig                     | 4  | 0 |
| Eine verhängnisvolle Affäre     | 3  | 1 |
| Zwei Welten                     | 2  | 1 |
| Eine Handvoll Staub             | 2  | 1 |
| Beetlejuice                     | 2  | 0 |
| Bird                            | 2  | 0 |
| Die letzten Tage in Kenya       | 2  | 0 |
| Good Morning, Vietnam           | 2  | 0 |
| RoboCop                         | 2  | 0 |

## Preisträger und Nominierungen
Der letzte Kaiser galt mit elf Nominierungen im Vorfeld der Verleihung als Favorit, erhielt schließlich jedoch wie der sechs Mal nominierte Film Das Reich der Sonne drei Auszeichnungen. Mit nur einer Auszeichnung bei sechs Nominierungen war Babettes Fest einer der Verlierer des Abends.

### Bester Film
Der letzte Kaiser (The Last Emperor) – Jeremy Thomas, Bernardo Bertolucci
Auf Wiedersehen, Kinder (Au revoir les enfants) – Louis Malle
Babettes Fest (Babettes gæstebud) – Just Betzer, Bo Christensen, Gabriel Axel
Ein Fisch namens Wanda (A Fish Called Wanda) – Michael Shamberg, Charles Crichton

### Beste Regie
Louis Malle – Auf Wiedersehen, Kinder (Au revoir, les enfants)
Gabriel Axel – Babettes Fest (Babettes gæstebud)
Bernardo Bertolucci – Der letzte Kaiser (The Last Emperor)
Charles Crichton – Ein Fisch namens Wanda (A Fish Called Wanda)

### Bester Hauptdarsteller
John Cleese – Ein Fisch namens Wanda (A Fish Called Wanda)
Michael Douglas – Eine verhängnisvolle Affäre (Fatal Attraction)
Kevin Kline – Ein Fisch namens Wanda (A Fish Called Wanda)
Robin Williams – Good Morning, Vietnam

### Beste Hauptdarstellerin
Maggie Smith – Die große Sehnsucht der Judith Hearne (The Lonely Passion of Judith Hearne)
Stéphane Audran – Babettes Fest (Babettes gæstebud)
Cher – Mondsüchtig (Moonstruck)
Jamie Lee Curtis – Ein Fisch namens Wanda (A Fish Called Wanda)

### Bester Nebendarsteller
Michael Palin – Ein Fisch namens Wanda (A Fish Called Wanda)
Joss Ackland – Die letzten Tage in Kenya (White Mischief)
Peter O’Toole – Der letzte Kaiser (The Last Emperor)
David Suchet – Zwei Welten (A World Apart)

### Beste Nebendarstellerin
Judi Dench – Eine Handvoll Staub (A Handful of Dust)
Anne Archer – Eine verhängnisvolle Affäre (Fatal Attraction)
Maria Aitken – Ein Fisch namens Wanda (A Fish Called Wanda)
Olympia Dukakis – Mondsüchtig (Moonstruck)

### Bestes adaptiertes Drehbuch
Jean-Claude Carrière, Philip Kaufman – Die unerträgliche Leichtigkeit des Seins (The Unbearable Lightness of Being)
Gabriel Axel – Babettes Fest (Babettes gæstebud)
Jeffrey Price, Peter S. Seaman – Falsches Spiel mit Roger Rabbit (Who Framed Roger Rabbit)
Tom Stoppard – Das Reich der Sonne (Empire of the Sun)

### Bestes Original-Drehbuch
Shawn Slovo – Zwei Welten (A World Apart)
John Cleese – Ein Fisch namens Wanda (A Fish Called Wanda)
Louis Malle – Auf Wiedersehen, Kinder (Au revoir, les enfants)
John Patrick Shanley – Mondsüchtig (Moonstruck)

### Beste Kamera
Allen Daviau – Das Reich der Sonne (Empire of the Sun)
Dean Cundey – Falsches Spiel mit Roger Rabbit (Wo Framed Roger Rabbit)
Henning Kristiansen – Babettes Fest (Babettes gæstebud)
Vittorio Storaro – Der letzte Kaiser (The Last Emperor)

### Bestes Szenenbild
Dean Tavoularis – Tucker (Tucker: The Man and His Dream)
Norman Reynolds – Das Reich der Sonne (Empire of the Sun)
Ferdinando Scarfiotti – Der letzte Kaiser (The Last Emperor)
Elliot Scott – Falsches Spiel mit Roger Rabbit (Who Framed Roger Rabbit)

### Beste Kostüme
James Acheson – Der letzte Kaiser (The Last Emperor)
Marit Allen – Die letzten Tage in Kenya (White Mischief)
Judy Moorcroft – The Dressmaker
Bob Ringwood – Das Reich der Sonne (Empire of the Sun)

### Beste Maske
Fabrizio Sforza – Der letzte Kaiser (The Last Emperor)
Steve LaPorte, Ve Neill, Robert Short – Beetlejuice
Carla Palmer – RoboCop
Sally Sutton – Eine Handvoll Staub (A Handfull of Dust)

### Beste Filmmusik
John Williams – Das Reich der Sonne (Empire of the Sun)
David Byrne, Ryūichi Sakamoto und Cong Su – Der letzte Kaiser (The Last Emperor)
Dick Hyman – Mondsüchtig (Moonstruck)
Lennie Niehaus – Bird

### Bester Schnitt
Peter E. Berger, Michael Kahn – Eine verhängnisvolle Affäre (Fatal Attraction)
Gabriella Cristiani – Der letzte Kaiser (The Last Emperor)
John Jympson – Ein Fisch namens Wanda (A Fish Called Wanda)
Arthur Schmidt – Falsches Spiel mit Roger Rabbit (Who Framed Roger Rabbit)

### Bester Ton
Charles L. Campbell, Colin Charles, Tony Dawe, Louis L. Edemann, Robert Knudson – Das Reich der Sonne (Empire of the Sun)
Willie D. Burton, Les Fresholtz, Robert G. Henderson, Alan Robert Murray – Bird
Bill Phillips, Terry Porter, Clive Winter – Good Morning, Vietnam
Bill Rowe, Ivan Sharrock, Les Wiggins – Der letzte Kaiser (The Last Emperor)

### Beste visuelle Effekte
George Gibbs, Ed Jones, Ken Ralston, Richard Williams – Falsches Spiel mit Roger Rabbit (Who Framed Roger Rabbit)
Rob Bottin, Rocco Gioffre, Peter Kuran, Phil Tippett – RoboCop
Gino De Rossi, Fabrizio Martinelli – Der letzte Kaiser (The Last Emperor)
Peter Kuran, Alan Munro, Ted Rae, Robert Short – Beetlejuice

### Bester Kurzfilm
Saschtschitnik Sedow (Защитник Седов) – Jewgeni Zymbal
Cane Toads: An Unnatural History – Mark Lewis
The Unkindest Cut – Jim Shields
Water’s Edge – Suri Krishnamma

### Bester animierter Kurzfilm
The Hill Farm – Mark Baker
Clothes Animation – Osbert Parker
Daddy’s Little Piece of Dresden China – Karen Watson
Rarg – Tony Collingwood

### Bester Dokumentarfilm
This Week (Folge: Death on the Rock) – Osbert Parker
The Duty Men: East Enders – Paul Hamann
In From The Cold: A Portrait Of Richard Burton – Tony Palmer
Viewpoint Special: The Men Who Killed Kennedy – Nigel Turner

### Bester nicht-englischsprachiger Film
Babettes Fest (Babettes gæstebud), Dänemark – Gabriel Axel, Just Betzer und Bo Christensen
Auf Wiedersehen, Kinder (Au revoir, les enfants), Frankreich/BRD – Louis Malle
Der Himmel über Berlin, Frankreich/BRD – Anatole Dauman und Wim Wenders
Schwarze Augen (Oci ciornie), Italien – Silvia D’Amico Bendico, Carlo Cucchi und Nikita Michalkow

## Spezial- und Ehrenpreise

### Academy Fellowship
Alec Guinness – britischer Schauspieler

### Herausragender britischer Beitrag zum Kino
(Outstanding British Contribution to Cinema)
Charles Crichton – britischer Filmregisseur, Filmeditor, Drehbuchautor und Produzent (Ein Fisch namens Wanda)

### Special Award
Leslie Hardcastle – OBE
Julie Andrews – DBE, britische Schauspielerin

### Special Award for Craft
Richard Williams – kanadischer Trickfilmer, Regisseur und Filmproduzent (Falsches Spiel mit Roger Rabbit)

### Post Office BAFTA Scholarship
Der Preisträger wurde per Zuschauerwahl ermittelt
Gillian Wilkinson